# Distretto di Hermilio Valdizán
Il distretto di Hermilio Valdizán è uno dei sei distretti della provincia di Leoncio Prado, in Perù. Si trova nella regione di Huánuco e si estende su una superficie di 117.24 chilometri quadrati.